# Фаленциці

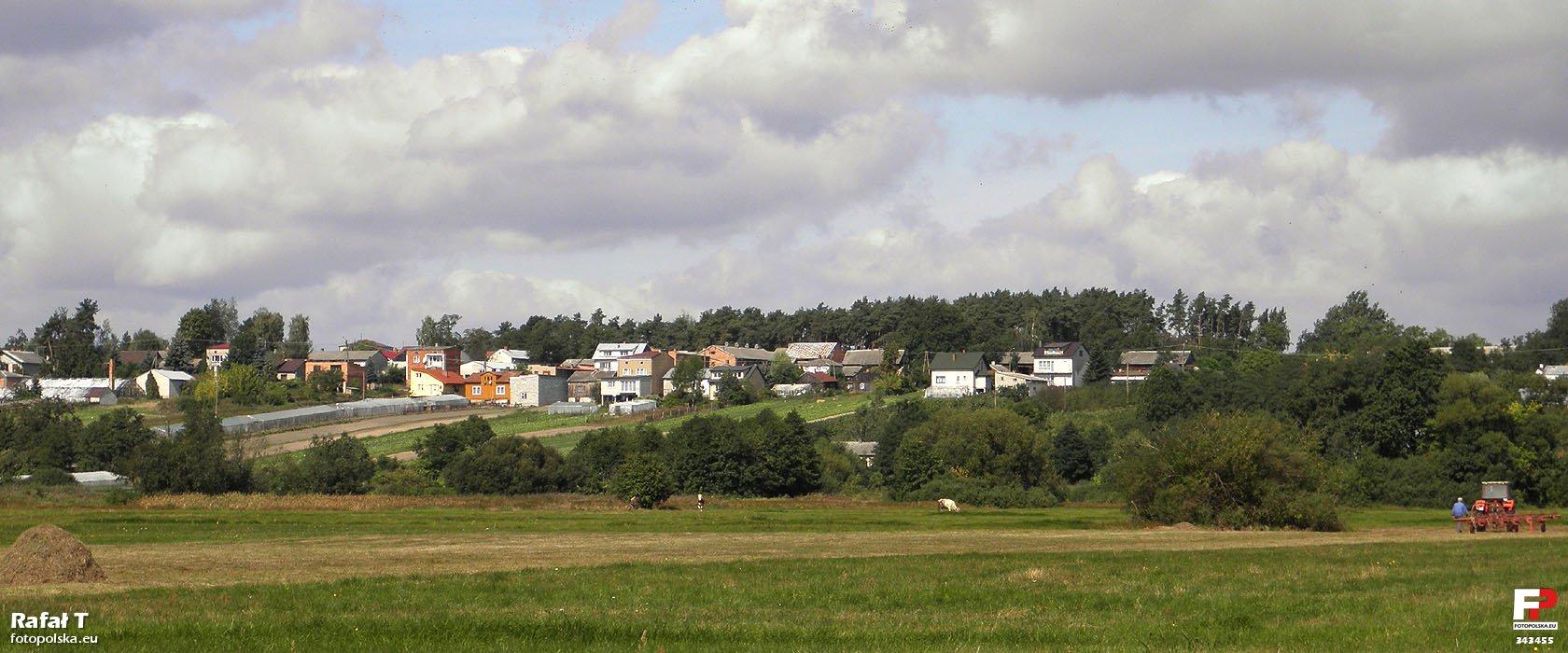
Будівлі у Фаленциці

Фаленциці (пол. Falęcice) — село в Польщі, у гміні Промна Білобжезького повіту Мазовецького воєводства.
Населення — 341 особа (2011).
У 1975-1998 роках село належало до Радомського воєводства.

## Демографія
Демографічна структура станом на 31 березня 2011 року:
|          | Загалом | Допрацездатний вік | Працездатний вік | Постпрацездатний вік |
| -------- | ------- | ------------------ | ---------------- | -------------------- |
| Чоловіки | 179     | 34                 | 130              | 15                   |
| Жінки    | 162     | 24                 | 106              | 32                   |
| Разом    | 341     | 58                 | 236              | 47                   |